# Цаофэйдянь
Цаофэйдя́нь (кит. упр. 曹妃甸, пиньинь Cáofēidiān) — район городского подчинения городского округа Таншань провинции Хэбэй (КНР). Название района означает «пригород наложницы Цао» и связано с легендой о том, как во время Восточного похода император Ли Шиминь повстречал рыбачку Цао Жуньэр и сделал её своей наложницей.

## История
В 1982 году из уезда Луаньнань был выделен уезд Танхай (唐海县). В ноябре 2012 года он был преобразован в район Цаофэйдянь.

## Административное деление
Район Цаофэйдянь делится на 1 уличный комитет и 5 посёлков.

## Экономика
На территории района находятся Цаофэйдяньские нефтяные месторождения и металлургический комбинат Jingtang United Iron and Steel (совместное предприятие пекинской Shougang Group и таншаньской Tangsteel Group).
Вода для нужд металлургического комбината поступает с собственной опреснительной станции мощностью 10 тыс. тонн пресной воды в сутки.

## Транспорт
Порт Таншаня входит в сотню крупнейших контейнерных портов мира. С января по сентябрь 2021 года грузооборот портовой зоны Цаофэйдянь составил 326,52 млн тонн, увеличившись на 11,34 % в годовом исчислении.
В 2023 году грузооборот портовой зоны Цаофэйдянь составил 535,07 млн тонн, увеличившись на 8,24 % по сравнению с 2022 годом; внешнеторговый грузооборот порта вырос на 22,38 % до 202,82 млн тонн.